# Estação Autobuses del Norte
A Estação Autobuses del Norte é uma das estações do Metrô da Cidade do México, situada na Cidade do México, entre a Estação La Raza e a Estação Instituto del Petróleo. Administrada pelo Sistema de Transporte Colectivo, faz parte da Linha 5.
Foi inaugurada em 30 de agosto de 1982. Localiza-se no cruzamento do Eixo Central Lázaro Cárdenas com a Rua Poniente 108. Atende os bairros Calputitlán e Ampliación Panamericana, situados na demarcação territorial de Gustavo A. Madero. A estação registrou um movimento de 8.682.345 passageiros em 2016.